# Gefleckte Schmetterlingsfledermaus
Die Gefleckte Schmetterlingsfledermaus (Glauconycteris humeralis) ist ein in Zentralafrika verbreitetes Fledertier in der Gattung der Schmetterlingsfledermäuse. Die taxonomische Abgrenzung zur Kleinen Schmetterlingsfledermaus (Glauconycteris beatrix) wurde zeitweilig angezweifelt.

## Merkmale
Der Holotyp dieser kleinen Fledermaus war mit Schwanz 82 mm lang, wobei Kopf und Rumpf 42 mm sowie der Schwanz 40 mm einnahmen. Es waren 36,6 mm lange Unterarme, Hinterfüße von 8 mm und Ohren von 9 mm Länge vorhanden. Typisch ist das fehlende Nasenblatt und ein Schwanz, der fast vollständig in die Schwanzflughaut eingebettet ist. Mit Ausnahme der Axeln, auf denen je ein gelbweißer Fleck vorhanden ist, ist das Fell schwärzlich. Die Flügel der Art sind dunkelbraun und die Ohren sind abgerundet.

## Verbreitung und Lebensweise
Das Verbreitungsgebiet liegt im Nordosten der Demokratischen Republik Kongo, in Uganda und reicht möglicherweise bis Kenia. Die Tiere halten sich vorwiegend im Flachland auf. Sie bewohnen feuchte tropische Wälder. Als Tagesversteck werden Baumhöhlen und das dichte Blattwerk angenommen. Ein Fund ist aus Kamerun bekannt.

## Gefährdung
Vermutlich wirken sich gebietsweise Waldrodungen und die Etablierung von Bergwerken negativ aus. Angaben zur Größe der Population liegen nicht vor. Die IUCN listet die Gefleckte Schmetterlingsfledermaus mit unzureichende Datenlage (data deficient).